# Vásonyi Ferenc
Vásonyi Ferenc, Vasoni (Pozsony, 1700. január 25. – Komárom, 1740. január 13.) Jézus-társasági áldozópap és tanár.

## Életútja
Budán végezte bölcseleti tanulmányait, 1715 körül a lutheranizmusra katolikus hitre tért, majd 1721. október 17-én Trecsénban lépett be a jezsuita rendbe. A próbaidő leteltét követően 1724–25-ben Sopronban, 1726-ban Kőszegen, 1727–28-ban pedig Kassán volt középiskolai tanár. 1729 és 1732 között Nagyszombatban hallgatta a teológiát, 1731-ben itt szentelték pappá. 1733-ban hitszónok volt Komáromban, majd egy évvel később Besztercebányára került a harmadik próbaévre. 1735 és 1737 között egy évig ünnepi magyar hitszónok volt Budán, valamint két évig tanította a bölcseletet. 1738-ban újból Nagyszombatban, majd 1739–40-ben Komáromban volt ünnepi magyar hitszónok, itt is hunyt el.

## Művei
- Theatrum beli adversus mundum fortissimorum athletarum SS. Aloysii Stanislai S. J. illius certaminibus, bujus triumphis 1568. apertum, ac demum gloriose utriusque Apotheosi 1726. Cassoviae, 1727. (Költemény).
- Augusta Hungariae spectacula Caroli VI. constantia et fortitudine exhibita. Cassoviae, 1728.